# I fædrelandets navn
I fædrelandets navn (russisk: Во имя Родины) er en sovjetisk film fra 1943 af Vsevolod Pudovkin og Dmitrij Vasiljev.

## Medvirkende
- Nikolaj Krjutjkov - Safonov
- Jelena Tjapkina - Safonova
- Mikhail Zjarov - Globa
- Marija Pastukhova - Valja
- Olga Zjiznjeva - Marija Kharitonovna